# عبدالعزیز المقبالی
عبدالعزیز المقبالی (عربی: عبد العزيز بن حميد المقبالي؛ زاده ۲۳ آوریل ۱۹۸۹) یک بازیکن فوتبال اهل عمان است.
وی همچنین در تیم ملی فوتبال عمان بازی کرده‌است.